# Macowanites arenicola
Macowanites arenicola är en svampart som beskrevs av S.L. Mill. & D. Mitch. 2004. Macowanites arenicola ingår i släktet Macowanites och familjen kremlor och riskor.   Inga underarter finns listade i Catalogue of Life.